# Аїгаль-де-Вільярино
Аїгаль-де-Вільярино (ісп. Ahigal de Villarino) — муніципалітет в Іспанії, у складі автономної спільноти Кастилія-і-Леон, у провінції Саламанка. Населення — 41 особа (2010).
Муніципалітет розташований на відстані близько 240 км на захід від Мадрида, 65 км на захід від Саламанки.

## Демографія
Динаміка населення (INE ):

## Зовнішні посилання
- Провінційна рада Саламанки: індекс муніципалітетів [Архівовано 23 квітня 2009 у Wayback Machine.]
- Посилання на Google Maps
- Неофіційна вебсторінка муніципалітету Аїгаль-де-Вільярино [Архівовано 31 травня 2019 у Wayback Machine.]